# Supercopa Russa de Voleibol Masculino de 2015
A Supercopa Russa de Voleibol Masculino de 2015 foi a 8.ª edição deste torneio organizado anualmente pela Federação Russa de Voleibol (em russo:  Всероссийская федерация волейбола, VFV). A competição ocorreu na cidade de Cazã e participaram do torneio a equipe campeã da Superliga Russa e da Copa da Rússia de 2014 e o vice-campeã do Superliga Russa de 2014-15.
O Zenit Kazan se sagrou campeão pela quarta vez da competição ao derrotar o Belogore Belgorod por 3 sets a 0.

## Formato da disputa
O torneio foi disputado em partida única, válida pela primeira rodada da Superliga Russa de 2015-16.

## Equipes participantes
| Equipe            | Cidade   | Qualificação                                                      | Última participação |
| ----------------- | -------- | ----------------------------------------------------------------- | ------------------- |
| Zenit Kazan       | Cazã     | Campeão da Superliga Russa de 2014-15 e da Copa da Rússia de 2014 | 2014                |
| Belogore Belgorod | Belgorod | Vice-campeão da Superliga Russa de 2014-15                        | 2014                |

## Resultado
| Data  | Hora |             | Placar |                   | Set 1 | Set 2 | Set 3 | Set 4 | Set 5 | Total | Relatório |
| ----- | ---- | ----------- | ------ | ----------------- | ----- | ----- | ----- | ----- | ----- | ----- | --------- |
| 8 nov |      | Zenit Kazan | 3–0    | Belogore Belgorod | 25–21 | 29–27 | 25–15 |       |       | 79–63 | Relatório |

## Premiação
| Supercopa Russa de 2015         |
| ------------------------------- |
| Zenit Kazan Campeão (4° título) |